# Доза щастие
„Доза щастие“ е български игрален филм (романтична драма) от 2019 година на режисьора Яна Титова, която е и сценарист на филма. Оператор е Мартин Балкански. Базиран е на романа от 2016 г. „Падение и спасение: Изповедта на една хероинова наркоманка“ на Весела Тотева. Главната роля се изпълнява от нейната дъщеря Валентина Каролева. Премиерата на филма е на 8 ноември 2019 г.
Това е един от първите български филми, разказващи за наркозависимост.

## Актьорски състав
| Роля                        | Изпълнител |
| --------------------------- | --- |
| Весела                      | Валентина Каролева |
| Жоро                        | Димитър Николов |
| Тони                        | Александър Алексиев |
| Иван                        | Асен Блатечки |
| Бистра, сестрата на Весела  | Лидия Инджова |
| Валя                        | Никол Грозева и Вела Стоянова (като бебе) Ая Алексиев (на 3 години) София Борисова (на 6 години) Стела Борисова (на 9 години) Мина Каукова (на 17 години) |
| Краси                       | Ирмена Чичикова |
| Майката                     | Силвия Лулчева |
| Бащата                      | Васил Бинев |
| Милен                       | Цветан Алексиев |
| Лени                        | Иван Бърнев |
| Доктор Герджикова           | Илка Зафирова |
| Мъжът в инвалидна количка   | Стефан Вълдобрев |
| Събка                       | Таня Шахова |
| Мечо                        | Стоян Дойчев |
| Доктор Седефов              | Георги Вачев |
| Шофьор на такси             | Филип Аврамов |
| Пастор                      | Свежен Младенов |
| Учителка                    | Гергана Гълъбова |
| Учителка в ясла             | Полин Лалова |
| Раджа                       | Фиданка |
| Асен                        | Александър Йорданов |
| Сестра в метадоновия център | Ванина Кондова |
| Фори                        | Владимир Димитров |
| Момичето, спасяващо Весела  | Каталин Старейшинска |
| Съседка                     | Яна Титова |
| Медицинско лице             | Яна Криспин |
| Барман на Лебед             | Стефан Додуров |